# Kostel
Kostel è un comune di 681 abitanti della Slovenia meridionale. 

## Storia
In epoca asburgica era diviso nei comuni catastali di Suhor (ted. Suchor), Banja Loka, Vrh (ted. Werch), Fara, Pirče (ted. Pirtsche), Kuželj (ted. Kuschel). Il villaggio di Srobotnik era parte del comune di Bosljiva Loka (ted. Wosail). Successivamente Suhor, Banja Loka, Fara, Pirče e Kuželj furono raggruppati nel comune amministrativo di Kostel, che tuttavia nell'ultimo decennio del XIX secolo si divise nuovamente nei comuni di Fara e Banja Loka.
Dal 1941 al 1943, a seguito dell'invasione della Jugoslavia da parte delle truppe dell'Asse, il paese venne occupato dall'esercito italiano e annesso all'Italia nella neocostituita Provincia di Lubiana.